# Carlos García (lekkoatleta)
Carlos García (ur. 20 sierpnia 1975) – hiszpański lekkoatleta, specjalizujący się w biegach średnio i długodystansowych. W początkowym okresie kariery sukcesy odnosił również w chodzie sportowym.
Medalista Mistrzostw Świata Juniorów (1994), Młodzieżowych Mistrzostw Europy (1997). Halowy mistrz Hiszpanii w biegu na 3000 metrów. Uczestnik Letnich Igrzysk Olimpijskich (Ateny 2004) w biegu na 5000 metrów.
Jego brak bliźniak, Roberto, również był lekkoatletą (długodystansowcem).

## Osiągnięcia
- Mistrzostwa Świata Juniorów, Lizbona 1994
  - srebrny medal – chód na 20 km
- Młodzieżowe Mistrzostwa Europy, Turku 1997
  - srebrny medal – bieg na 1500 m
- Halowe Mistrzostwa Hiszpanii[2]
  - złoty medal – bieg na 3000 m (1997)

## Rekordy życiowe
- bieg na 800 metrów
  - stadion – 1:47,98 (1997)
- bieg na 1500 metrów
  - stadion – 3:36,41 (1996)
  - hala – 3:57,97 (2001)
- bieg na 3000 metrów
  - stadion – 7:43,91 (2004)
  - hala – 7:49,67 (1997)
- bieg na 5000 metrów
  - stadion – 13:16,40 (2004)